# Richard Lloyd (Rennfahrer)

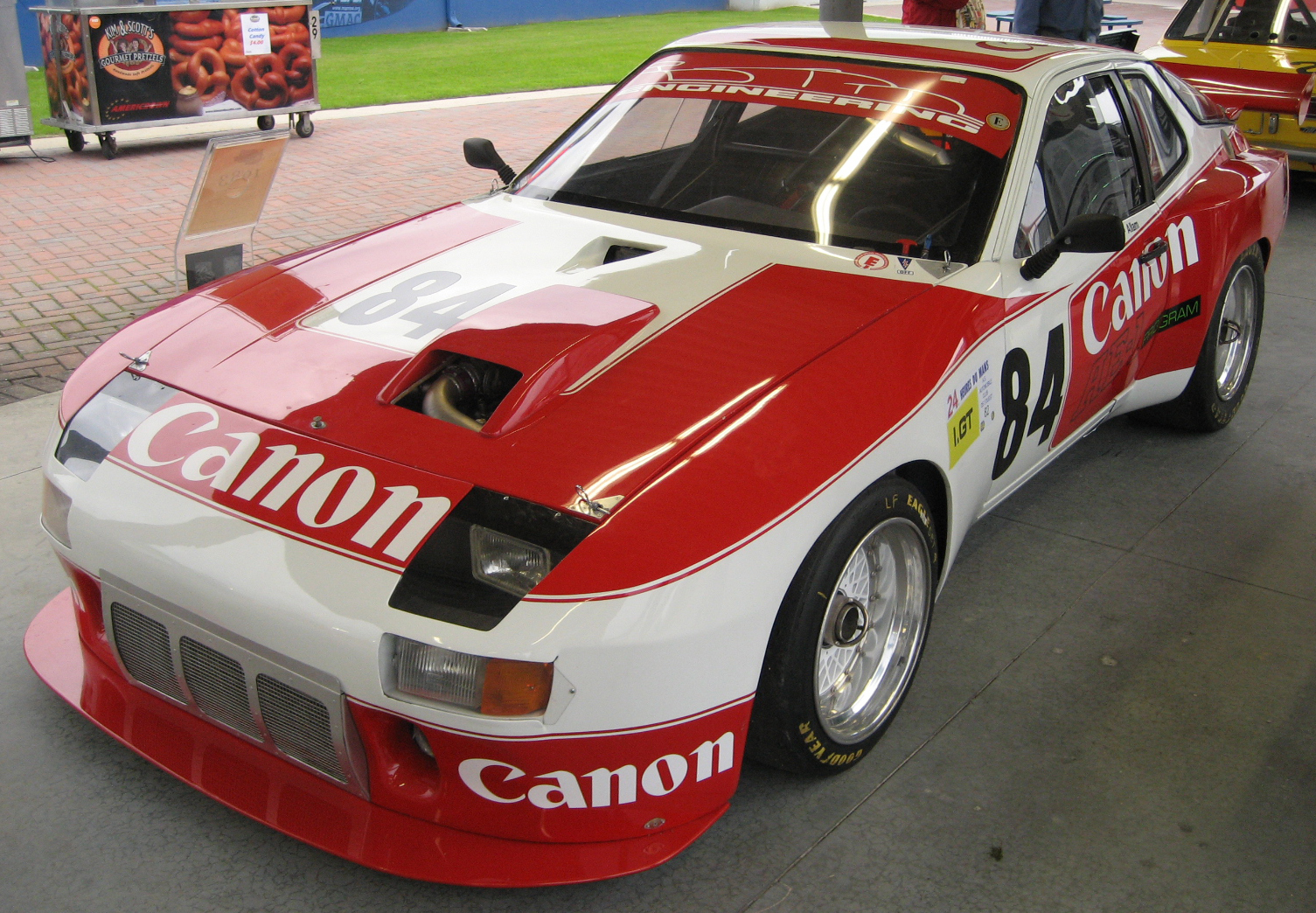
Der Porsche 924 Carrera GTS mit dem Richard Lloyd beim 24-Stunden-Rennen von Le Mans 1982 am Start war

Richard Hugh Lloyd (* 18. Februar 1945 in Belfast; † 30. März 2008 in London-Farnborough) war ein britischer Rennfahrer und Motorsportteam-Inhaber.

## Karriere
Richard Lloyd startete 1967 seine Laufbahn und sammelte bis 1971 in einigen Motorsportrennen mit Sportwagen wie Triumph Spitfire, Morgan 4/4 Super und Lotus Elan Sprint Rennsporterfahrung.
1974 und 1975 fuhr er seine ersten Langstreckenrennen in der Sportwagen-Klasse der Sportwagen-Weltmeisterschaft mit Chevron B23, March 74S und zuletzt mit einem Lola T294 auch in einem Rennen in der 2-Liter-Sportwagen-Europameisterschaft.
Nach einer längeren Unterbrechung stieg er wieder 1981 mit einem Porsche 924 GTR in der Sportwagen-Weltmeisterschaft ein. Mit seinem Team Canon Cameras Racing/GTi Engineering fuhr er dort mit dem Wagen in der GT- und ab 1982 bis Anfang 1983 in der IMSA GTO-Klasse. Mit seinen Teamfahrern Andy Rouse, Tony Dron und Jonathan Palmer erreichte er in vier Rennen den Klassensieg.
Ab 1983 bis zu seinem Ende seiner aktiven Rennfahrerkarriere 1985 setzte Lloyd den Porsche 956 in der Gruppe C ein. Mit Fahrern Jan Lammers, Jonathan Palmer und Nick Mason konnte er sich regelmäßig in die Top Ten platzieren.
Sein größter Motorsporterfolg war 1985 der zweite Platz beim 24-Stunden-Rennen von Le Mans, den er zusammen mit Jonathan Palmer und James Weaver feiern konnte. Nach diesem Rennen beendete Lloyd seine Rennfahrerkarriere.
Von 1976 bis 1982 startete er auch in der Tourenwagen-Europameisterschaft. Dort fuhr er zunächst mit Opel Commodore GS und BMW 530i, bis er ab Ende 1977 auf Sportwagen von Volkswagen, hauptsächlich VW Golf GTI, und ab 1980 auf Audi 80 GTE und Audi 80 GLE umstieg.
Seinen ersten Klassensieg in seiner Laufbahn gewann Lloyd mit Tom Walkinshaw und Gilbert Greenall 1977 beim Großen Preis der Tourenwagen am Nürburgring. Dort er mit seinen Teamkollegen auf den zehnten Platz und errangen den ersten Rang in der 4. Division.
Seine beste Platzierung in der Rennserie war 1978 der dritte Gesamtrang und erste Rang in der 2. Division beim 500-km-Rennen von Brands Hatch zusammen mit Anton Stocker auf einem VW Scirocco.
Lloyd starb am 30. März 2008 kurz nach dem Start vom Londoner Flughafen Biggin Hill in einem Geschäftsreiseflugzeug. Alle fünf Insassen, unter ihnen auch David Leslie, starben, nachdem der Pilot des Flugzeuges vom Typ Cessna Citation Probleme mit den Triebwerken feststellte und eine Notlandung nicht gelang.

## Statistik

### Le-Mans-Ergebnisse
| Jahr | Team                  | Fahrzeug                | Teamkollege     | Teamkollege  | Platzierung     | Ausfallgrund     |
| ---- | --------------------- | ----------------------- | --------------- | ------------ | --------------- | ---------------- |
| 1982 | Canon GTi Engineering | Porsche 924 Carrera GTS | Andy Rouse      |              | Ausfall         | Getriebeschaden  |
| 1983 | Canon Racing          | Porsche 956             | Jonathan Palmer | Jan Lammers  | Rang 8          |                  |
| 1984 | GTi Engineering       | Porsche 956             | Nick Mason      | René Metge   | Disqualifiziert | unerlaubte Hilfe |
| 1985 | Canon GTI Racing      | Porsche 956             | Jonathan Palmer | James Weaver | Rang 2          |                  |